# Пересолил (рассказ)
«Пересолил» — небольшой юмористический рассказ Антона Павловича Чехова, относящийся к раннему творчеству писателя.

## История создания

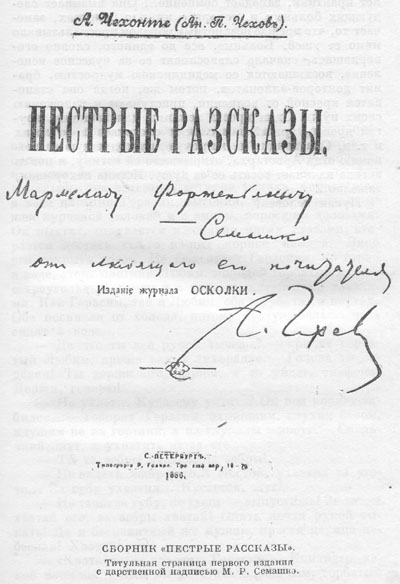
Титул «Пёстрых рассказов» (1886)

Рассказ был впервые опубликован в ноябре 1885 года в петербургском журнале «Осколки» под № 46. Подписан псевдонимом А. Чехонте, который писатель часто использовал в своих ранних произведениях. В 1886 году вошёл в сборник «Пёстрые рассказы», включивший в себя 77 произведений Чехова.

## Персонажи
- Глеб Гаврилович Смирнов — землемер, вызванный для работы в отдалённую генеральскую усадьбу.
- Клим — возница, взявшийся перевезти землемера от станции до усадьбы.
- Станционный жандарм — жандарм, подсказавший Смирнову, где можно найти возницу.

## Сюжет
Прибывший на станцию «Гнилушки» землемер Глеб Гаврилович Смирнов находит возницу по имени Клим, который соглашается отвезти его на телеге в имение Девкино, находящееся в 30—40 верстах от станции. В пути их застают сумерки и, впечатлившись наступившей темнотой и окружающим безлюдием, Глеб Гаврилович начинает тревожиться и опасается нападения разбойников. Вскоре его тревога перерастает в подозрение, что Клим сам является разбойником и замышляет напасть на него.
Чтобы произвести впечатление на возницу и предотвратить нападение Смирнов начинает врать Климу, выставляя себя сильным и отчаянным человеком, который сам любит «драться с разбойниками». В конце концов страх заставляет его так завраться, что уже Клим по-настоящему пугается и в ужасе убегает в лес, бросив телегу со своим пассажиром.
Глебу Гавриловичу стоило немалых усилий упросить Клима вернуться и продолжить путь.

## Экранизации
На основе рассказа в 1959 году студией «Союзмультфильм» создан кукольный мультфильм «Пересолил».
Рассказ экранизирован в рамках телевизионного альманаха «Эти разные, разные, разные лица…». Все роли в этом фильме исполнил Игорь Ильинский.